# HMS Prize
Le HMS Prize est une goélette qui, durant la Première Guerre mondiale, est convertie en navire-leurre sous la supervision du lieutenant William Edward Sanders de la Royal Naval Reserve.
Ayant à l'origine appartenu aux Allemands, ce navire portait le nom d'Else, avant d'être capturé par la Royal Navy dans les premiers jours du conflit. En avril 1917, le navire entre en service sous le nom de HMS First Prize, qui est ensuite abrégé en HMS Prize. Lors de sa première patrouille, le Prize engage un affrontement avec le sous-marin allemand U-93, un combat pour lequel le lieutenant Sanders reçoit la Croix de Victoria, tandis que le reste de l'équipage est également décoré de diverses médailles pour leur bravoure. Le Prize est détruit par une torpille le 13 août 1917, entraînant la perte de tout son équipage.